# Lex superior generalis derogat legi inferiori speciali
Lex superior generalis derogat legi inferiori speciali – reguła kolizyjna II stopnia, zgodnie z którą norma wyższego rzędu pozbawia mocy obowiązującej sprzeczną z nią normę niższego od niej rzędu, jaka jest mniej od niej ogólna.